# Il giglio e la rosa
Il giglio e la rosa (The Lily and the Rose) è un film del 1915 diretto da Paul Powell e interpretato da Lillian Gish. Il ruolo di Rose, la danzatrice esotica, venne affidato a Rosie Dolly, una delle due famose Dolly Sisters le cui danze furono coreografate da Ruth St. Denis.

## Trama
Mary Randolph, una bella ragazza di cui è senza speranza innamorato Allison, il suo vicino di casa, conosce un affascinante giocatore di football. I due si sposano, ma il matrimonio non durerà a lungo. Jack, infatti, lascia la moglie per andare a vivere con Rose, una danzatrice esotica che, ben presto, comincia a tradirlo con altri uomini.
Jack, totalmente infatuato della donna, finisce per uccidersi.
Davanti alla sua tomba, Mary lo perdona per essere stata abbandonata da lui. Allison, diventato nel frattempo un famoso scrittore, le chiede di sposarlo e lei, finalmente, accetta.

## Produzione
Il film fu prodotto dalla Fine Arts Film Company, con le riprese che durarono dal luglio 1915 al settembre 1915. Venne girato ai Fine Arts Studios, al 4516 di Sunset Blvd., a Hollywood.

## Distribuzione
Distribuito dalla Triangle Distributing, il film uscì nelle sale statunitensi il 7 novembre 1915. Alcuni anni dopo, la Triangle fu venduta e il film venne rieditato e distribuito il 15 febbraio 1920 con il titolo The Tiger Girl. In Italia, distribuito dalla Parravicini, prese il titolo di Il giglio e la rosa e uscì con il visto di censura 12609 in una versione di 1.436 metri nel 1917.